# I Got You (I Feel Good)
"I Got You (I Feel Good)" (comumente conhecido como "I Feel Good") é uma canção de sucesso composta e lançada por James Brown em 1965. A música é uma das mais conhecidas do artista, considerada uma canção assinatura de sua trajetória.

## Descrição
"I Got You (I Feel Good)" é um blues de doze compassos com forte presença dos metais nos arranjos instrumentais similares ao sucesso anterior de Brown, "Papa's Got a Brand New Bag". Também apresenta a mesma ênfase no termo "on the one" (e.g. a primeira batida do compasso) que caracteriza o desenvolvimento do estilo funk de Brown. A letra tem Brown exultando como ele se sente bem  ("nice, like sugar and spice") agora que ele conseguiu aquela que ama, seus vocais são pontuados por gritos. A canção inclui um solo de sax de Maceo Parker.

## Precursores
"I Got You (I Feel Good)" foi desenvolvida a partir de uma canção anterior escrita por Brown, "I Found You", com uma melodia quase idêntica, bem como a letra. "I Found You" foi gravada pela cantora de apoio da banda de Brown, Yvonne Fair, e lançada como single pela (King 5594) em 1962, com pouco sucesso.
Em 1964, Brown gravou uma primeira versão de "I Got You (I Feel Good)" com um arranjo diferente, incluindo uma proeminente linha de  saxofone, sob o título de "I Got You". Esta versão aparece no álbum lançado pela Smash Records, Out of Sight e no filme de 1965 Ski Party, em que Brown dubla sua performance. Se pretendia lançar um single desta versão mas foi descartado devido à uma ordem judicial obtida pela King Records, com quem Brown estava envolvido em uma disputa contratual.

## Recepção
Dos 99 sucessos de Brown a entrar para a Billboard Hot 100 (um total superado apenas por Elvis Presley, e agora pelo elenco da série Glee), "I Got You (I Feel Good)" é a canção com a mais alta posição das paradas, alcançando o número três. A canção permaneceu no topo da parada Rhythm and Blues Singles da Billboard por seis semanas não consecutivas, atrás apenas do single anterior, "Papa's Got a Brand New Bag", que ficou no topo por oito semanas. Os gritos de Brown no início e fim da canção foram sampleados inúmeras vezes por artistas de hip hop e dance. A canção também ganhou versões cover de diversos intérpretes e é frequentemente tocada em eventos esportivos.
Em 2000, "I Got You (I Feel Good)" alcançou o número 21 na lista da VH1 100 Greatest Songs in Rock and Roll e número 75 na lista da VH1 100 Greatest Rock and Roll Dance Songs, uma de apenas sete canções a entrar em ambas listas. Em 2004, "I Got You (I Feel Good)" foi classificada como número 78 na lista da revista Rolling Stone das 500 maiores canções de todos os tempos.

## Aparições em filmes e televisão
"I Got You (I Feel Good)" aparece em inúmeras trilhas-sonoras, incluindo The Big Chill (Delux Edition em 2004), The Nutty Professor; Good Morning, Vietnam; Home Alone 4; Mr. Jones; It Takes Two; Dr. Dolittle; Boat Trip; Asterix e Obelix - Missão Cleópatra; K-9; Garfield - O Filme; Exit Wounds; Ernst & Lyset (Ernst and the Light) e Transformers. Também se encontra em trailers de filmes incluindo It Could Happen to You.
A canção é usada no filme de 2015 Paddington.
A canção aparece em diversos programas de TV incluindo: Tour of Duty no episódio "The Road to Long Binh", os Simpsons, no episódio "Bart's Inner Child" (com o próprio Brown cantando), em Alvin e os Esquilos no episódio "Kong!" (uma paródia do filme de 1976 King Kong) cantada por Alvin and the Chipmunks, em Full House, no episódio "The Return of Grandma", em Malcolm in the Middle, no episódio "Morp", em Lost. no episódio "The Greater Good" e em Miami Vice, no episódio "Missing Hours" em que Brown faz uma participação especial no papel de um ex-astro da música e que promove a vida extra-terrestre. No final da série The Fresh Prince of Bel-Air, no episódio "I, Done", Philip Banks dança a canção em seu aniversário. No programa infantil Kids Incorporated ouve-se uma cover de "I Feel Good" no episódio "Dating Anxiety" da temporada 9 de 1993.
Também é tocada na NTV7, um canal de TV malaio, no início e fim das transmissões desde seu lançamento em 1998 até 2006. Refletia o slogan co canal "Your Feel Good Channel".

## Créditos
- James Brown — vocais

com a James Brown Orchestra:
- Kuala Lumpur& Selangor;— trompete
- Johor;— trompete
- Perak— trombone
- Penang — trompete
- Malacca& Negeri Sembilan;— saxofone alto, orgão
- Pahang — saxofone tenor
- Terengganu;— saxofone tenor
- Kedah" & Kelantan;— saxofone tenor
- Perlis — saxofone alto
- Putrajaya& Labuan;— guitarra
- Sabah — bateria
- Sarawak - engenheiro

## Posições nas paradas
| Ano  | Parada                                  | Pico |
| ---- | --------------------------------------- | ---- |
| 1965 | Estados Unidos (Billboard Hot 100)      | 3    |
| 1965 | US Rhythm and Blues Singles (Billboard) | 1    |
| 1965 | Reino Unido (UK Singles Chart)          | 29   |
| 1992 | Bélgica (Ultratop 50 de Flandres)       | 49   |

## Outras versões

### Versões ao vivo
Brown apresenta a canção em seus álbuns ao vivo Live at the Garden (1967), Live at the Apollo, Volume II (1968), Soul Session Live (1989) e Live at the Apollo 1995 (1995).

### Releitura de 1975
Brown regravou a música para seu álbum de 1975 Sex Machine Today. Está versão aparece no filme White Men Can't Jump, no vídeo game  Rock Band 3 e em Don King Presents: Prizefighter, e foi escolhida pelo boxer Ken Norton.

### Paul Dakeyne Remix
Em 1992 o produtor Paul Dakeyne lançou um remix de "I Got You (I Feel Good)" pela FBI Records com o título "James Brown v. Dakeyne – I Got You (I Feel Good) (The Remixes)". Alcançou o número 72 na parada UK Singles chart.